# 八宝河
八宝河，也称鄂博河，位于中华人民共和国青海省海北藏族自治州祁连县东部的一条河流，额济纳河（黑河）右岸支流，发源于祁连山中段海拔4260米的绵羊岭，蜿蜒向西北流，经峨堡镇、阿柔乡和县城八宝镇，于黄藏寺村以西汇入额济纳河。全长104千米，流域面积2511平方千米，河道平均比降11‰，年均径流量4.51亿立方米。八宝河在峨堡镇以上是河西走廊到西宁湟水流域的交通要道。